# Куземинська сотня
Куземинська сотня — військов-адміністративна одиниця у складі Гадяцького полку Війська Запорозького. Адміністративний центр — сотенне містечко Куземине.

## Історія
Виникла у складі Гадяцького полку (1648-1649 pp.). Після Зборівського договору 16 жовтня 1649 р. закріплена за Полтавським полком (1649-1662 pp.) у кількості 49 козаків. Протягом 1662-1672 pp. — у складі Зіньківського полку. Від 1672 р. і до ліквідації у 1782 р. перебувала у складі Гадяцького полку. Після скасування полкового устрою сотню включили до Чернігівського намісництва.

## Сотники
- Хурсенко Трохим (1649)
- Клименко Кіндрат (1672)
- Панченко Тимко (1687)
- Гніденко Онисим (1700-1703)
- Василь Павлович (1723)
- Семенов Михайло (1725-1739)
- Покотило Григорій (1739)
- Трипільський Іван (1767)